# Црна смрча
Црна смрча (лат. Picea mariana) врста је смрче из породице Pinaceae која насељава просторе Северне Америке. 

## Распрострањеност
Широко је распрострањена у Канади и присутна у свих десет провинција и у све три Арктичке територије, присутна је и на Аљасци у САД, а на југу се ареал распрострањења протеже до северних делова Сједињених Држава, па је има у региону Великих језера и у горњем делу Североистока. Углавном живи у тајгама и северним шумама.

## Галерија
- Мочварно станиште у тајгама
- Национални парк Ивавик
- Незреле шишарке
- Зреле, отворене шишарке
- Семе